# Alluaudiopsis
Alluaudiopsis är ett släkte av tvåhjärtbladiga växter. Alluaudiopsis ingår i familjen Didiereaceae. Släktets vetenskapliga namn har den grekiska ändelsen opsis (liknande) och betyder därför "liknande släktet Alluaudia", som ingår i samma familj.
Släktets arter förekommer bara på sydvästra Madagaskar och de är utformade som taggiga buskar som blir 2 till 4 meter höga.
Arter enligt Catalogue of Life:
- Alluaudiopsis fiherenensis
- Alluaudiopsis marnieriana